# Missandei
Missandei é uma personagem fictícia da série de livros de fantasia A Song of Ice and Fire, do autor norte-americano George R. R. Martin, e da série de televisão Game of Thrones. Introduzida no terceiro livro da série, A Storm of Swords (2000), ela é um escrava-intérprete em Astapor até que se junta  a  Daenerys Targaryen. Natural do continente de Essos e com apenas dez anos de idade quando aparece no livro, ela fala dezenove idiomas. Na série de televisão ela é interpretada pela atriz britânica Nathalie Emmanuel.

## Biografia

### Série literária

#### Antecedentes
Quando crianças, Missandei e seus três irmãos foram capturados em Naath por incursores das Ilhas Basilisco e vendidos como escravos em Astapor. Seu talento para aprender línguas é logo notado pelos governantes da cidade, que passam a treiná-la como escriba. Seus irmãos Marselen e Mossador são integrados aos soldados-escravos eunucos Os Imaculados; um terceiro irmão morre durante os treinamentos para entrar na força de combate.:Prólogo

#### A Storm of Swords
Missandei está trabalhando em Astapor como intérprete para o mercador de escravos Kraznys mo Nakloz, quando Daenerys Targaryen chega para inspecionar a tropa de Imaculados. Depois que ela fecha negócio com os mercadores e consegue uma barganha para o pagamento dos soldados, Kraznys lhe dá Missandei para se comunicar com eles e traduzir suas ordens. Para surpresa de Missandei e de todos, Daenerys os liberta. Não tendo outro lugar para ir, ela aceita a oferta de ficar com Daenerys trabalhando como intérprete e serva particular. Missandei subsequentemente a acompanha na conquista das cidades de Yunkai e Meereen. 

#### A Dance With Dragons
Missandei se torna o arauto de Daenerys, anunciando-a sempre que se encontra com o povo e as autoridades de Meereen. Após Mossador ser morto pelos Filhos da Harpia, Daenerys oferece a Missandei deixá-la retornar a  Naath; Missandei recusa, sabendo que seria um alvo fácil para os escravagistas. Depois da reabertura da arena de lutas em Meereen e de Daenerys fugir da cidade no dorso de seu dragão Dragon, após o ataque dos Filhos da Harpia, o novo marido de Daenerys,  Hizdhar zo Loraq, remove Missandei de suas funções. Com os outros servos se juntando aos demais homens e soldados em sua busca por Daenerys no Mar Dothraki, Missandei fica como única ocupante dos apartamentos reais da Grande Pirâmide. Quando  Barristan Selmy toma o controle de Meereen, ele a incumbe de cuidar do mortalmente ferido  Quentyn Martell.

### Série de televivisão
As raízes de Missandei na série Game of Thrones são as mesmas dos livros, porém na televisão ela é apresentada como uma mulher adulta e nenhuma menção é feita ao fato dela ter irmãos.

#### 3ª temporada (2013)
Os mesmos fatos narrados no livro A Storm of Swords são mostrados nesta temporada, porém, quando Daenerys acerta a compra dos Imaculados, ela exige que  Missandei faça parte do negócio, ao invés de Kraznys ofertá-la por sua própria vontade 

#### 4ª temporada (2014)
Missandei se torna amiga de Verme Cinzento, o comandante dos Imaculados, e lhe dá lições da Língua Comum. Enquanto se banha num riacho, ela vê que ele a observava; ela se cobre com vergonha mas depois admite que gostou que ele a viu. Ela expressa sua pena por saber que ele, como todos os Imaculados, foi castrado durante seu treinamento, ao que ele responde que se não fosse um Imaculado nunca a teria conhecido.

#### 5ª temporada (2015)
Verme Cinzento é gravemente ferido em uma escaramuça com os Filhos da Harpia e Missandei fica de vigília ao seu lado. Quando ele se recupera, diz que pela primeira vez sentiu medo em combate, medo que nunca mais pudesse vê-la de novo. Ela fica fortemente tocada pelo sentimento dele. Quando os Filhos da Harpia lançam um ataque maciço na arena de lutas, Missandei quase é morta por um deles, sendo salva por Tyrion Lannister. Daenerys foge de Meereen montada em seu dragão e Daario Naharis, que vai à sua procura, decreta que Tyrion, Missandei e Verme Cinzento devem governar a cidade na ausência dela. 

#### 6ª temporada (2016)
Para fazer a paz com os mercadores de escravos, Tyrion faz um acordo garantindo uma transição de sete anos até a abolição definitiva da escravidão. Apesar de publicamente Missandei defender Tyrion da ira dos homens livres da cidade com este acordo, em particular ela o adverte que os mestres irão traí-lo. Sua advertência se faz realidade quando os escravagistas reúnem uma frota para sitiar Meereen. Daenerys reaparece em meio ao caos instalado, tem um encontro com os representantes dos mercadores de escravos e manda seus dragões destruírem a frota inimiga. Depois ela recebe três mestres enviados para fazer a paz e Missandei lhes diz que Daenerys ordenou a morte de um deles como punição por sua traição e que devem escolher quem será sacrificado; quando dois deles oferecem o terceiro, o invés de matá-lo, Verme  Cinzento mata os outros dois. Quando Daenerys finalmente zarpa com sua frota em direção a Westeros, Missandei a acompanha.

#### 7ª temporada (2017)
Depois da chegada da frota a Pedra do Dragão, Missandei assiste ao planejamento da invasão pelo Conselho de Guerra de Daenerys; quando Melisandre surge na fortaleza é ela que faz para Daenerys a tradução correta da profecia em valiriano da Sacerdotisa Vermelha. Na noite anterior à partida de Verme Cinzento para a batalha de onde poderá não voltar, eles se declaram um ao outro no quarto dele; Missandei se despe totalmente e pede que ele também se desnude para ver como é o seu corpo. Eles se deitam juntos na cama e como Verme Cinzento é um eunuco castrado, ele a possui com a boca. Quando Jon Snow chega à Pedra do Dragão, é ela que o recebe na praia junto com Tyrion Lannister e depois faz a introdução formal de Daenerys a Jon na sala do trono da fortaleza.  Em conversa com Daenerys, Missandei reclama da falta de notícias de Verme Cinzento desde que ele deixou Pedra do Dragão para liderar a  invasão do Rochedo Casterly; Daenerys quer saber o porquê do súbito interesse e quando ela vai contar sobre os dois, Jon aparece e a conversa é abortada. Depois, numa conversa com Jon e Davos Seaworth, ela acha estranho Jon ser um bastardo, porque em sua terra natal ninguém se casa, portanto este conceito não existe; indagada por Davos porque serve a Daenerys se é livre para ir para onde quiser, ela diz que serve porque quer e porque acredita nela.

#### 8ª temporada (2019)
Missandei está em Winterfell com Daenerys, Verme Cinzento e seus Imaculados, antes da batalha contra os Caminhantes Brancos. Ela e Verme Cinzento continuam sua relação amorosa e ele lhe pergunta se é ali que ela quer envelhecer. Ela diz que gostaria de voltar um dia às praias de sua terra natal,  Naathi. Ele diz que quando a guerra acabar e depois que lutar e vencer por sua rainha, ele a levará embora para Naathi e os dois se beijam antes da batalha. Durante a batalha contra os mortos-vivos, ela se abriga na cripta da fortaleza junto com Tyrion, Sansa Stark e outros não combatentes, idosos, mulheres e crianças. Quando Tyrion e Sansa discutem sobre lealdade e ela ouve Sansa dizer que o relacionamento dos dois seria um problema por causa da lealdade dupla do anão, também à "rainha dos dragões", Missandei aparta dizendo que sem sua rainha não haveria problema, pois já estariam todos mortos. Ela e os outros sobrevivem à luta, depois da morte do Rei da Noite e dos Caminhantes Brancos serem transformados em pó.  Missandei acompanha Daenerys para ao sul nos navios da frota Targaryen e no convés de um deles fica de mãos dadas com Verme Cinzento na frente de todos. Quando chegam em Pedra do Dragão a frota é atacada de surpresa pelos navios de Euron Greyjoy e ela é capturada, tomada como prisioneira e levada a Porto Real. Quando Daenerys, Tyrion, Varys , Verme Cinzento e um grupo de Imaculados se apresentam em frente às muralhas para exigir a rendição de Cersei e evitar mais mortes, Missandei está acorrentada de pé sobre ela ao lado de Cersei e seus soldados. A rainha recusa a oferta inimiga e a um sinal seu, ela é decapitada por Sor Gregor Clegane, o "Montanha". 

## Atriz

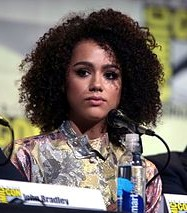
Nathalie Emmanuel é Missandei em Game of Thrones.

Missandei é interpretada na série de tv pela atriz inglesa  Nathalie Emmanuel. Ela revelou em entrevista de seu prazer pelo apoio dos fãs à sua personagem e a seu trabalho, que lhe cumprimentan nas ruas com um high-five dizendo:"Sim, você está representando as mulheres fortes!" ou "Obrigado por representar as mulheres de cor em Game of Thrones!". Emmanuel vem tendo reconhecimento da critica pelo papel e, junto com o restante do elenco, ganhou o Empire Award em 2015 e foi quatro vezes indicada ao Screen Actors Guild Award.
Sobre a cena de sexo de sua personagem com o eunuco Verme Cinzento no iníco da sétima temporada, ela declarou:

Existe algo único sobre ela simplesmente por causa da condição de Verme Cinzento – sua brutal mutilação –, existe um verdadeiro senso de confiança ali e isso realmente se mostra nesta bela cena onde eles agem fisicamente sobre seu amor. Quando eu li o roteiro, pensei, essa é uma coisa importante para estes dois personagens mas também é uma cena de nu, a minha primeira, e você pensa bastante nisso. Era algo muito estranho para Jacob e eu, que passamos o tempo todo das gravações brincando e dançando pelo cenário, ficamos bons parceiros e de repente temos que ficar nus juntos. Mas a cena ficou bonita e, claro, foi feita com muito respeito".